# 天将雄师
《天将雄师》（英語：Dragon Blade）是一部由李仁港執導的IMAX 3D动作电影，由成龙、约翰·库萨克及阿德里安·布罗迪領銜主演，于2015年春节上映。

## 剧情
西汉汉元帝时期，西域都护府大都护胡人“霍安”因为手下有人受贿私开通关文碟受累，一众人被賜配到丝绸之路上的雁门关修城。同时期，西方罗马帝国将军“卢魁斯”护卫被兄長迫害的罗马小皇子逃命至雁门关。“霍安”和“卢魁斯”两人在西域相遇並合作，联合西域各势力共同对抗罗马大皇子“提比斯”的东征大军。

## 演出
| 演员            | 角色       | 备注                       |
| 成龙            | 霍安       | 西漢將軍，西域都護府大都護 |
| 阿德里安·布罗迪 | 提比斯     | 羅馬帝國的大王子           |
| 约翰·库萨克     | 盧魁斯     | 羅馬第一勇士               |
| 崔始源          | 殷破       | 霍安之副將                 |
| 林鹏            | 冷月       | 南匈安右賢王，匈安國王之女 |
| 王若心          | 秀清       | 霍安之妻                   |
| 肖央            | 雁头       | 雁門關校尉                 |
| 洪天照          | 紅日       | 冷月部下                   |
| 王太利          | 老鼠       | 雁門關軍醫                 |
| 馮紹峰          | 霍去病     |                            |
| 蘿莉·佩斯特     | 安息國女王 |                            |
| 夏妮·文森       | 羅馬女王   |                            |
| 西蒙子          | 查理斯     | 羅馬小王子                 |
| 林嘉欣          |            | 考古學家（客串）           |
| 吳建豪          |            | 考古學家（客串）           |

## 筹备
成龙为了该片筹备七年，他在新闻和文献看到“甘肃骊靬村有罗马人的后裔和古罗马的遗迹”，便产生拍摄一部该题材电影的想法，当他将此告诉李仁港时，两人一拍即合，决定拍摄“罗马人失落在西域”的电影。

## 制作
2014年4月17日，该片在北京市宣布开机。同年8月5日，该片杀青。
该片由香港知名导演李仁港执导和编剧，他曾创作《见龙卸甲》、《鸿门宴》。
该片拍摄于横店影视城、敦煌市、阿克塞哈萨克族自治县，耗资约4亿元人民币。
中華民國前立法委員陳柏惟亦曾參與本片製作，擔任3D立體特效製作總監。

## 上映
该片在2015年2月19日（农历大年初一）全亚洲同步上映。
该片以普通话、粤语、中英文、纯英文四个版本上映，以照顾不同国家和地区的观众情况。
甘肃民族语译制中心、中影集团译制中心和阿克塞县政府联合完成了该片的哈萨克语译制。
| 上一届： 《有一个地方只有我们知道》 | 2015年中国内地一周票房冠军 第8周（2月16日-2月22日） | 下一届： 《澳门风云2》 |

## 獎項
| 年份 | 頒獎典禮             | 獎項         | 獲提名       | 結果 |
| ---- | -------------------- | ------------ | ------------ | ---- |
| 2015 | 第35屆香港電影金像獎 | 最佳動作設計 | 成龍、成家班 | 提名 |

## 剧情創作与史地差异
雁门关
雁门关位于雁门山，位于中国山西省忻州市代县县城以北约 20 公里处。
在中国历史上，雁门关一直是中原抵御北方游牧民族南下的前线要塞，许多名将在这里建立了不朽的功业。汉朝霍去病、卫青和李广先后由雁门关出兵，北讨匈奴。
雁门关是霍去病出兵出发的位置，距离西域尚远。
玉门关
比较接近西域的是玉门关。出玉門關就是車師、樓蘭，直接到西域。
影片的拍摄地，包括敦煌市、阿克塞哈萨克族自治县，较接近玉门关遗址。
时代
羅馬當時還在羅馬共和國時期。